# Dexter: New Blood
Dexter: New Blood ist eine US-amerikanische Fernsehserie, die vom 7. November 2021 bis zum 9. Januar 2022 auf Showtime ausgestrahlt wurde. Die Miniserie erzählt die Geschichte von Dexter weiter und setzt inhaltlich zehn Jahre nach den Ereignissen der letzten Folge der Originalserie an, die bis 2013 ausgestrahlt wurde.

## Handlung
Zehn Jahre nach dem Finale der Originalserie, in dem er seinen Tod vorgetäuscht hat, lebt Dexter Morgan in der fiktiven Kleinstadt Iron Lake im kalten Norden des Staates New York. Er versteckt seine Identität unter dem Alias James „Jim“ Lindsay. Niemand weiß von seiner früheren Tätigkeit als Blutspur-Ermittler, und er arbeitet in einem Geschäft für Jagdwaffen und Anglerbedarf. Er hat eine Beziehung mit Angela Bishop, der Polizeichefin der Stadt, und hat seinen Drang zu töten seit gut zehn Jahren unter Kontrolle. Eine Reihe von Vorfällen rund um Iron Lake lässt Dexter jedoch befürchten, dass sich sein „düsterer Begleiter“ ihm erneut offenbaren könnte.
Da ist zum einen der großspurige Matt Caldwell, verwöhnter Sohn von Kurt Caldwell, einem der angesehenen Honoratioren des Städtchens. Matt, der immer wieder mit dem Gesetz in Konflikt gerät und von seinem Vater vor echten Konsequenzen beschützt wird, versucht Dexter zu überreden, ihm ein automatisches Gewehr ohne Überprüfung seiner Lizenz zu verkaufen. Zum anderen verschwinden seit Jahren immer wieder junge Frauen in der Gegend, wobei Angela als einzige in den Ermittlungsbehörden sich nicht mit der Vermutung zufriedengeben will, dass es sich bloß um Ausreißerinnen handle.
Plötzlich steht unverhofft auch noch sein Sohn Harrison vor Dexters Tür, den er seinerzeit bei seiner damaligen Freundin Hannah McKay in Argentinien zurückließ, um ihn seinem Einfluss zu entziehen und so zu verhindern, dass er sich ähnlich wie Dexter zu einem Serienkiller entwickeln könnte. Schließlich musste auch er als Kleinkind den Mord an seiner Mutter miterleben, ähnlich wie Dexter. Da Hannah früh verstarb, wurde der halbwüchsige Harrison in Miami wie sein Vater bei Pflegeeltern erzogen. In Dexter wächst der Verdacht, dass Harrison auch ohne seine Gegenwart zu jemandem herangewachsen ist, der bereit ist, Menschen zu töten.
Verkörperte früher sein verstorbener Adoptivvater Harry Dexters Gewissen, ist es nun seine tote Schwester Deb, die immer wieder in seinen Gedanken auftaucht und ihn mit Fragen zu seinem Handeln konfrontiert.

## Besetzung und Synchronisation
Die deutschsprachige Synchronisation entstand bei der Cinephon Filmproduktions GmbH in Berlin nach Dialogbüchern von Katrin Kabbathas und unter der Dialogregie von Reinhard Knapp.

### Hauptdarsteller
| Rolle                       | Schauspieler       | Synchronsprecher   |
| --------------------------- | ------------------ | ------------------ |
| Dexter Morgan / Jim Lindsay | Michael C. Hall    | Dennis Schmidt-Foß |
| Harrison Morgan             | Jack Alcott        | David Kunze        |
| Angela Bishop               | Julia Jones        | Manja Doering      |
| Audrey                      | Johnny Sequoyah    | Marie Hinze        |
| Logan                       | Alano Miller       | Fabian Oscar Wien  |
| Debra Morgan                | Jennifer Carpenter | Ilona Brokowski    |
| Kurt Caldwell               | Clancy Brown       | Oliver Stritzel    |

### Nebendarsteller
| Rolle                            | Schauspieler            | Synchronsprecher          |
| -------------------------------- | ----------------------- | ------------------------- |
| Angel Batista                    | David Zayas             | Sebastian Christoph Jacob |
| Arthur Mitchell / Trinity Killer | John Lithgow            | Bodo Wolf                 |
| Edward Olsen                     | Fredric Lehne           | Erich Räuker              |
| Teddy Reed                       | David Magidoff          | Jan Andres                |
| Esther                           | Katy Sullivan           | Wicki Kalaitzi            |
| Fred Jr.                         | Michael Cyril Creighton | Hendrik Martz             |
| Molly Park                       | Jamie Chung             | Alice Bauer               |
| Zach                             | Oscar Wahlberg          | Oscar Räuker              |
| Scott                            | Andrew Fama             | Paul-Lino Krenz           |

## Episodenliste
| Nr. | Deutscher Titel               | Originaltitel            | Erstausstrahlung USA | Deutschsprachige Erstausstrahlung (D) | Regie              | Drehbuch                                                                       | Zuschauer (USA) |
| --- | ----------------------------- | ------------------------ | -------------------- | ------------------------------------- | ------------------ | ------------------------------------------------------------------------------ | --------------- |
| 1   | Kältewelle                    | Cold Snap                | 7. Nov. 2021         | 22. Nov. 2021                         | Marcos Siega       | Clyde Phillips Idee: Clyde Phillips & Adam Rapp                                | 0,678 Mio.      |
| 2   | Mega-Scheiße                  | Storm of Fuck            | 14. Nov. 2021        | 29. Nov. 2021                         | Marcos Siega       | Warren Hsu Leonard                                                             | 0,560 Mio.      |
| 3   | Rauchzeichen                  | Smoke Signals            | 21. Nov. 2021        | 6. Dez. 2021                          | Sanford Bookstaver | David McMillan                                                                 | 0,325 Mio.      |
| 4   | H heißt Held                  | H is for Hero            | 28. Nov. 2021        | 13. Dez. 2021                         | Sanford Bookstaver | Tony Saltzman                                                                  | 0,460 Mio.      |
| 5   | Runaway                       | Runaway                  | 5. Dez. 2021         | 20. Dez. 2021                         | Marcos Siega       | Veronica West                                                                  | 0,549 Mio.      |
| 6   | Zu viele Thunfisch-Sandwiches | Too Many Tuna Sandwiches | 12. Dez. 2021        | 27. Dez. 2021                         | Marcos Siega       | Scott Reynolds & Warren Hsu Leonard                                            | 0,695 Mio.      |
| 7   | Haut auf ihren Zähnen         | Skin of Her Teeth        | 19. Dez. 2021        | 3. Jan. 2022                          | Sanford Bookstaver | Veronica West & Kirsa Rein Idee: Veronica West, Kirsa Rein & Alexandra Salerno | 0,713 Mio.      |
| 8   | Unfaires Spiel                | Unfair Game              | 26. Dez. 2021        | 10. Jan. 2022                         | Sanford Bookstaver | Tony Saltzman & David McMillan                                                 | 0,566 Mio.      |
| 9   | Der Familienbetrieb           | The Family Business      | 2. Jan. 2022         | 17. Jan. 2022                         | Marcos Siega       | Scott Reynolds                                                                 | 0,576 Mio.      |
| 10  | Die Sünden des Vaters         | Sins of the Father       | 9. Jan. 2022         | 24. Jan. 2022                         | Marcos Siega       | Clyde Phillips Idee: Clyde Phillips, Alexandra Franklin & Marc Muszynski       | 0,814 Mio.      |

## Rezeption
Esther Stroh von Moviepilot bezeichnet Dexter: New Blood als eine der besten Serienfortsetzungen und schreibt, dass das Revival trotz des erneut kontrovers diskutierten Endes die Erzählung der Originalserie konsequent und mutig zu Ende führe. Das Verhältnis zur alten Serie werde geschickt genutzt.
Patrick Heidmann schreibt für Zeit Online, dass es Showrunner Clyde Phillips, der die ersten vier Staffeln der Originalserie zu verantworten hatte, gelinge, die entscheidenden Elemente aufzugreifen und in frischen Kontexten darzustellen. So sei Potenzial vorhanden, doch ein echtes Must-See-TV sei das Revival, wie dies bei vielen Neuauflagen sei, nicht.
Bei TV Wunschliste schrieb Gian-Philip Andreas, dass sich Dexter-Fans darüber freuen könnten, dass alles getan worden sei, möglichst viel Altbewährtes fortzusetzen. Insbesondere Michael C. Hall führe seine ikonische Rolle sehr glaubwürdig weiter. Die Serie richte sich grundsätzlich an die alten Fans.
Manuel Weis schreibt in seiner Kritik bei DWDL.de, dass die frühere Stärke von Dexter das gesamte Ensemble gewesen sei und das bestehe nun nicht mehr, weil nun ausschließlich die Hauptfigur im Mittelpunkt stehe. Weiter heißt es, dass die zweite Chance, alte Fehler zu korrigieren, nicht genutzt worden sei.